# Tillbergska villan
Tillbergska villan, Tillbergs hus eller Wennergrenska palatset, är en fastighet vid Laboratoriegatan 10 (alternativt Nobelgatan 9) i kvarteret Ambassadören 1 i Diplomatstaden, Stockholm, ritad av arkitekten Ivar Tengbom och uppförd 1918-19 för häradshövdingen Knut Tillberg.
Villan såldes före 1925 till Axel Wenner-Gren, vilket även gav fastigheten dess andra namn Wennergrenska palatset. Ägare efter Wenner-Gren har bland andra varit Dansmuseet cirka 1977-1989 och finansmannen Carl-Eric Björkegren något år från cirka 1989.
Sedan 1993 inrymmer fastigheten Sydkoreas ambassad.

## Bakgrund
Den 3 juli 1917 ansökte Knut Tillberg om bygglov att få uppföra “nybyggnad å tomt n:r 1 kvarteret Ambassadören här i staden”. Planritningar med fasader och sektioner upprättade av arkitekt Ivar Tengbom den 9 juni 1917 bifogades. Tengbom var då redan en välkänd arkitekt som drev ett kontor med 25 anställda. Han hade byggnader som Högalidskyrkan (1911), Stockholms enskilda bank (1915), båda i Stockholm och Bolltorps Sanatorium (1917) utanför Alingsås på sin meritlista. 
I denna av nationalromantiken präglade arkitekturepok föll även uppdraget att rita villan för Knut Tillberg och villan blev även en klar manifestation för nationalromantiken, betydligt mera lekfullt formgiven än den fem år tidigare ritade Tryggerska villan i samma område och långt ifrån det senare Citypalatsets strama funkisarkitektur från 1930.

## Utformning

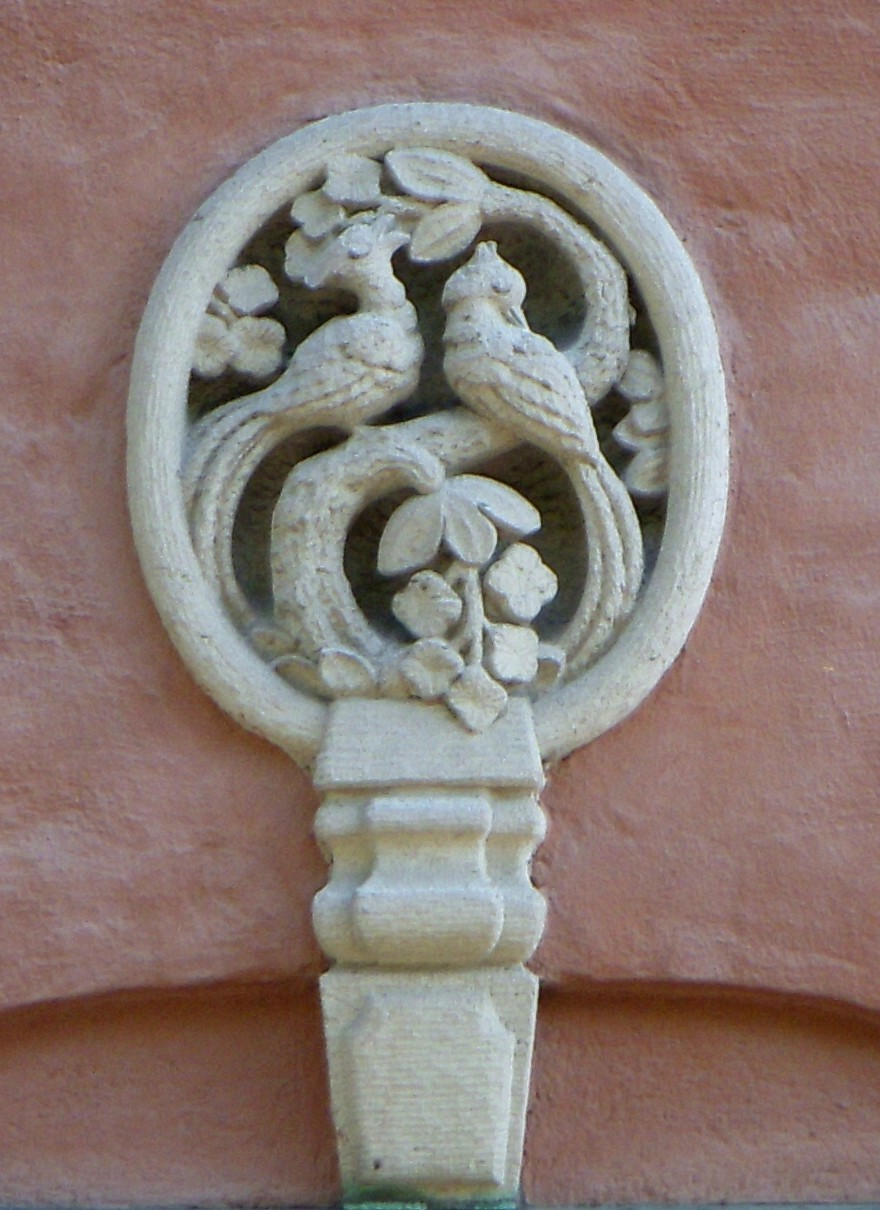
Medaljong över fönstret.

Den 2 043 m² stora, långsmala tomten längs Kruthusplan utnyttjades nästan helt för denna palatsliknande byggnad. Entrén är vänd mot norr och Laboratoriegatan. Villan är en av tre i Diplomatstaden med putsade fasader, här avfärgad i en gammalrosa färgton. De övriga nio villorna har fasader av rött tegel. I plan liknar byggnaden ett spegelvänt ”C” som omsluter en innergård. Den största byggvolymen är riktad mot söder och Nobelgatan. 
Mot innergården accentueras fasaden genom ett trapptorn och en lång, balustradförsedd altan i höjd med det övre våningsplanet. Över huvud taget är fasader och tak rikt gestaltade; skorsten, trapptorn och takkupor är klädda med kopparplåt, de höga fönstren är småspröjsade och smyckade med vitmålade fönsterluckor samt reliefer och medaljonger. Taket har två takfall, det lägre är svängt. 
Ursprungsritningen redovisar en ungefär 35 meter lång, spikrak korridor bestående (räknad från entrén) av ett vindfång, en entréhall och ett galleri som slutar i ett relativt smalt vardagsrum med utsikt över Djurgårdsbrunnsviken. Längs galleriet och entréhallen grupperar sig ”parkvaktens kök”, köket, serveringsrum, matsal, salong och fruns rum på ena sidan och på motsatta sidan ligger garage, kapprum, trapphus och ett skrivarrum. I övre våningsplanet finns, efter dåtidens ideal, herrskapets sängkammare, två barnkammare med ett rum för guvernant däremellan. Alla dessa rum har en strålande utsikt över Djurgårdsbrunnsviken. Till denna avdelning hör även två badrum, varav ett med två badkar, herrns toalettrum och fruns klädrum samt ett syrum. 
Häradshövding Knut Tillberg var tydligen i behov av en stor tjänstestab. Ritningen visar sju rum märkta "domestik", en äldre beteckning för hushållspersonal. På vindsvåningen i huvudbyggnaden fanns plats för ytterligare fyra gästrum och ett galleri. Många rum hade utrustats med öppna spisar och kakelugnar. I källaren fanns även ett kolrum och ett pannrum med tre värmepannor, som tyder på att byggnaden hade centralvärme indragen.
Redan i oktober 1917 ansökte Aktiebolaget Skånska Cementgjuteriet om slutbesiktning av grunden, vilket innebär att byggnaden uppfördes under åren 1918-19. Knut Tillberg bodde i villan 1920-1923, men redan 1924 flyttade industrimannen och VD:n för Electrolux Axel Wenner-Gren in i huset.
Fastigheten är blåmärkt av Stadsmuseet i Stockholm vilket betyder "att bebyggelsen bedöms ha synnerligen höga kulturhistoriska värden".